# Stavento
Stavento — греческая хип-хоп группа.

## История
Stavento создана в 2004 году в городе Александруполис Михалисом Квинелисом, Костасом Латтасом и Евой Каната. После записи второго студийного альбома Ева покинула группу, и её заменила Александра Кониак, а одного из основателей группы Латтаса заменил Яннис Руссунелос (также известный как Moixo24). Кроме того, с группой сотрудничала Клеопатра Евангелатос.
Тексты песен пишет Михалис Квинелис, известный как ICU, он также отвечает за продакшн. Наибольший успех до сих пор имели песни группы «Όμορφη», «Πόσο ακόμα», «Ola Kala Tha Pane» и несколько дуэтов: «Mesa Sou» — с Еленой Папаризу, «San Erthi И Mera» — с Иви Адаму, «Pidao Ta Kimata» — с Паолой.
Stavento номинировались на получение музыкальной премии MAD Video Music Awards в 2008, 2009 и 2011 гг. Однако победу в номинации «Лучший хип-хоп видеоклип» принесла лишь в 2011 году песня «San Erthi I Mera».

## Дискография
Альбомы
- To pio Gluko Methisi
- Grifos
- Simera to Giortazo
- Mia fora kai enan kairo

Синглы
- To pio gluko methisi
- Grifos
- Mesa sou
- Simera to giortazo
- Mesa sou
- Ston Kosmo mas
- San Erthei h mera